# 513 Centesima
513 Centesima este o planetă minoră (asteroid), cu un diametru de 48,805 km, din centura de asteroizi. A fost descoperită pe 24 august 1903 la Observatorul Königstuhl de Max Wolf și a fost numită după 100. 
Obiectul prezintă o orbită caracterizată de o semiaxă mare de 3,0138002398362 UAi, o excentricitate de 0,085988334258961, o înclinație de 9,7149 ° în raport cu ecliptica.